# Austen (krater)
För andra betydelser, se Austen.
Austen är en nedslagskrater på planeten Venus. Austen har fått sitt namn efter den brittiska författaren Jane Austen.
Kratern har en diameter på ungefär 45 km.